# T-Mobile Team/2004
Deze pagina geeft een overzicht van de wielerploeg T-Mobile Team in 2004.
| Naam                 | Geboortedatum | Nationaliteit      | Ploeg 2003       |
| -------------------- | ------------- | ------------------ | ---------------- |
| Mario Aerts          | 31-12-1974    | België             | Team Telekom     |
| Rolf Aldag           | 25-08-1968    | Duitsland          | Team Telekom     |
| Eric Baumann         | 21-03-1980    | Duitsland          | Team Wiesenhof   |
| Santiago Botero      | 27-10-1972    | Colombia           | Team Telekom     |
| Marcus Burghardt     | 30-06-1983    | Duitsland          |                  |
| Cadel Evans          | 14-02-1977    | Australië          | Team Telekom     |
| Giuseppe Guerini     | 14-02-1970    | Italië             | Team Telekom     |
| Heinrich Haussler    | 25-02-1984    | Duitsland          |                  |
| Torsten Hiekmann     | 17-03-1980    | Duitsland          | Team Telekom     |
| Sergej Ivanov        | 05-03-1975    | Rusland            | Fassa Bortolo    |
| Matthias Kessler     | 16-05-1979    | Duitsland          | Team Telekom     |
| Andreas Klier        | 15-01-1976    | Duitsland          | Team Telekom     |
| Andreas Klöden       | 22-06-1975    | Duitsland          | Team Telekom     |
| Tomáš Konečný        | 11-10-1973    | Tsjechië           | eD'System - ZVVZ |
| André Korff          | 04-06-1973    | Duitsland          | Team Bianchi     |
| Daniele Nardello     | 02-08-1972    | Italië             | Team Telekom     |
| Paolo Savoldelli     | 07-05-1973    | Italië             | Team Telekom     |
| Jan Schaffrath       | 17-09-1971    | Duitsland          | Team Telekom     |
| Bram Schmitz         | 23-04-1977    | Nederland          | BankGiroLoterij  |
| Stephan Schreck      | 15-07-1978    | Duitsland          | Team Telekom     |
| Tobias Steinhauser   | 27-01-1972    | Vlag van Duitsland | Team Bianchi     |
| Jan Ullrich          | 2-12-1973     | Duitsland          | Team Bianchi     |
| Aleksandr Vinokoerov | 16-09-1973    | Kazachstan         | Team Telekom     |
| Christian Werner     | 28-06-1979    | Duitsland          | Team Telekom     |
| Steffen Wesemann     | 11-03-1971    | Duitsland          | Team Telekom     |
| Sergei Yakovlev      | 21-04-1976    | Kazachstan         | Team Telekom     |
| Erik Zabel           | 07-07-1970    | Duitsland          | Team Telekom     |

1989 · 1990 · 1991 · 1992 · 1993 · 1994 · 1995 · 1996 · 1997 · 1998 · 1999 · 2000 · 2001 · 2002 · 2003 · 2004 · 2005 · 2006 · 2007 · 2008 · 2009 · 2010 · 2011